# Galanteriewaren

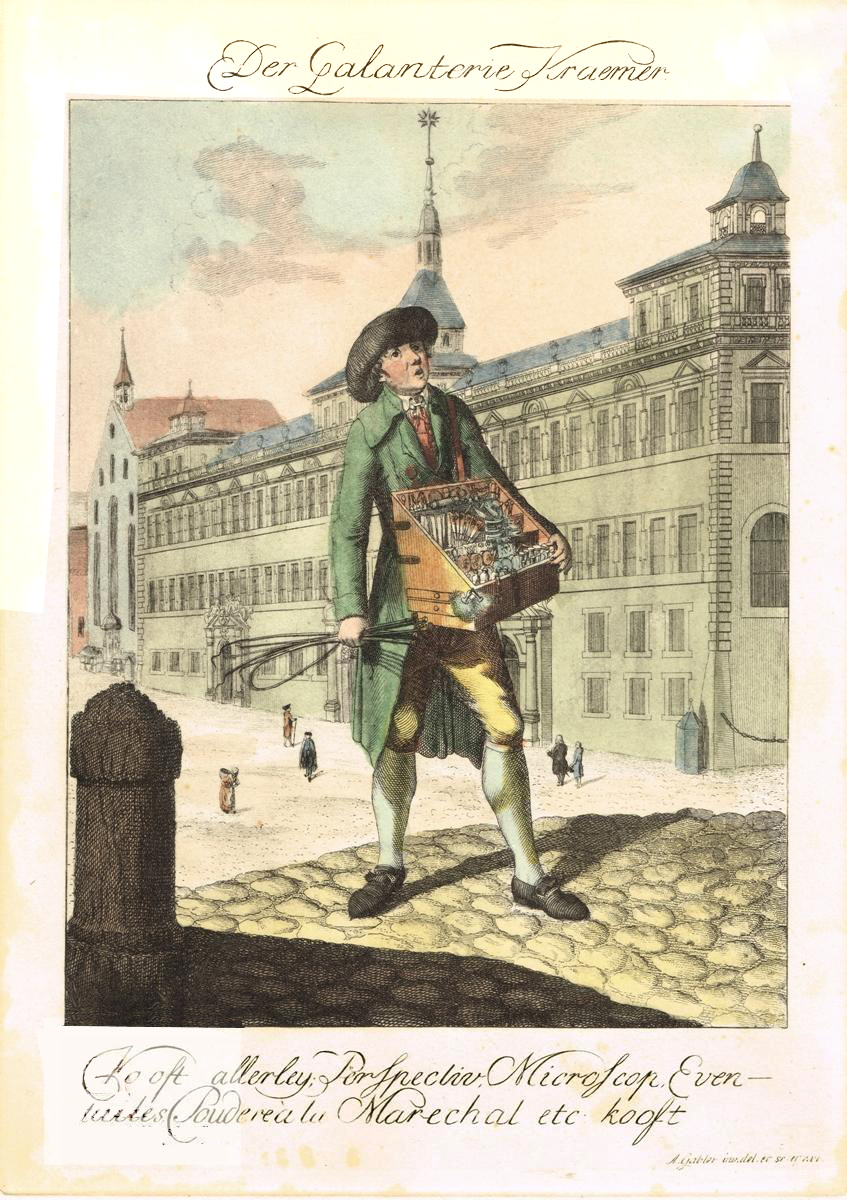
Ambrosius Gabler (1762–1834): Der Galanterie-Krämer

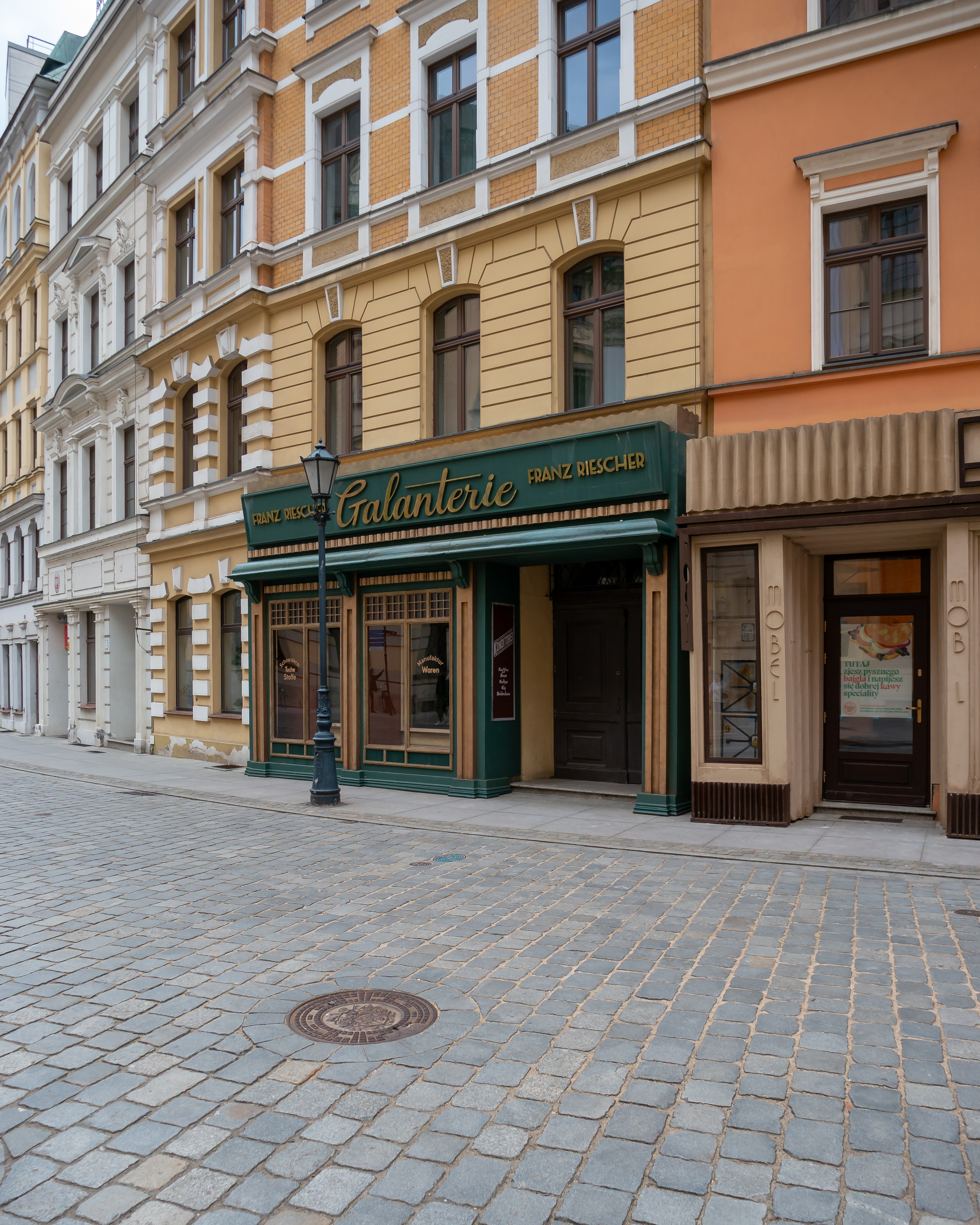
Kulisse eines Galanteriewarengeschäfts für eine historische Filmproduktion in der Altstadt von Breslau

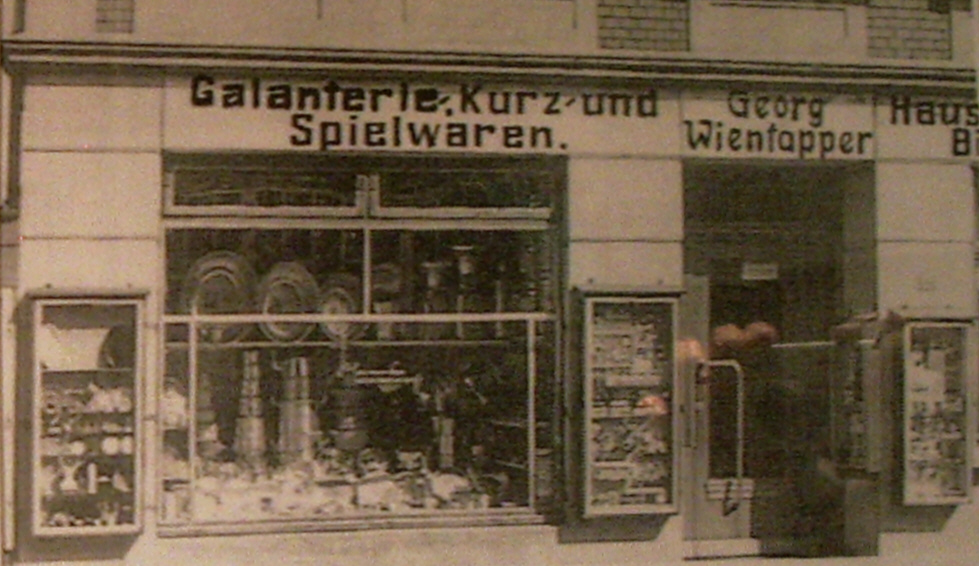
Deutscher Galanteriewarenladen um 1901

Galanteriewaren, von französisch galanterie, „Liebenswürdigkeit“, ist eine veraltete Bezeichnung für modische Accessoires.

## Beispiele
Zu den Galanteriewaren zählen Modeschmuck (Bijouterie) und kleinere modische Gebrauchsgegenstände wie Parfümfläschchen (Ölflakons) – früher auch an Kettchen getragene Riechfläschchen –, Puderdosen, auffällige Knöpfe, Armbänder, Schnallen, Tücher, Schals, Bänder, Fächer usw.
Franz Kafkas Vater Hermann (1852–1931) war ein Galanteriewarenhändler.